# Mario Vuk
Mario Vuk (1977. ili 1976.) je hrvatski glumac. Glumio je u nekoliko hrvatskih televizijskih serija, a najpoznatija ona Jure u seriji Ne daj se, Floki.

## Filmografija
- "Operacija Barbarossa" kao Tomo (1990.)
- "Čovjek koji je volio sprovode" kao Franjo (1989.)
- "San o ruži" kao mali (1986.)
- "Ne daj se, Floki" kao Jura (1985.)
- "Ljubavna pisma s predumišljajem" kao Davor (1985.)
- "Inspektor Vinko" kao Marko Marinić (1984. – 1985.)